# Як-52
Як-52 — радянський спортивно-тренувальний літак.
Був одним із основних навчально-тренувальних літаків СРСР для первинної підготовки льотного складу. Випускався серійно з 1979 по 1998 рік. У 1982 році модернізовано, отримавши ногу з переднім колесом, після чого випускався без особливих змін до листопада 1998 року (коли припинився випуск Як-52).

## Конструкція
Як-52 являє собою двомісний суцільнометалевий низькоплан із низькорозташованим вільнонесним крилом.

## Льотно-технічні характеристики
- Габарити, м:
  - довжина — 7,7
  - розмах крила — 9,5
  - площа крила, м2 — 15
- Вага, кг:
  - порожнього:
    - варіант із колісним шасі — 1035
    - варіант із лижним шасі — 1075

  - максимальна злітна маса:
    - варіант із колісним шасі — 1315
    - варіант із лижним шасі — 1355

  - пілотажна злітна — 1200
- Швидкість, км/год:
  - максимально допустима — 470
  - максимальна горизонтального польоту — 285
- Швидкість звалювання (на режимі роботи двигуна «малий газ»), км/год:
  - у прямому польоті — 110
  - у перевернутому — 140
  - з випущеними щитками — 100
- Швидкопідйомність біля землі, м/с — 7,5
- Дальність польоту, км — 500
- Практична стеля, м — 6000
- Макс. експлуатаційне перевантаження, g — 7
- Тривалість польоту, год — 2,5
- Розбіг, м — 160
- Пробіг, м — 260

## Модифікації
| Назва моделі   | Короткі характеристики, відмінності. | Зображення |
| -------------- | --- | ---------- |
| Як-52          | Базова модифікація. Випускався в 1979—1995 роках. |            |
| Як-52Б (Як-54) | Легкий ударний літак. Відрізнявся посиленим крилом. Озброєння складалося з 2 блоків некерованих бойових ракет УБ-32. Розроблений в 1983 році під керівництвом А. А. Яковлєва. |            |
| Як-52 М        | Модернізований. Відрізняється двигуном М-14Х (розробник ОКБ Моторобудування, м. Воронеж) з трилопатевим гвинтом MTV-8, допрацьованим крилом, новим ліхтарем, збільшеним до 250 л запасом палива, обладнанням, системою примусового аварійного покидання СКС-84МЯ. З 2003 року переобладнуються раніше випущені Як-52 на Іванівському АРЗ № 308. Вперше продемонстрований на МАКС-2003. Перший політ 16 квітня 2004 року. |            |
| Як-52W         | Експортний для США і західної Європи. Відрізняється збільшеним в 2 рази запасом палива, обладнанням для нічних польотів, гідравлічними гальмами, багажним відсіком у фюзеляжі. |            |
| Як-52TW        | Літак із хвостовим колесом (Tail Wheel-хвостове колесо). |            |
| Як-53          | Одномісний пілотажний літак. Розроблений в 1981 році. |            |
| «Кондор»       | З двигуном Авро Лайкоминг AEIO-540 LI B5D. Відрізняється трилопатевим гвинтом фірми «Гофман» (діаметр 2,5 м), новим кермом напрямку. Розроблений у Румунії в 1991 році. |            |

## Як-52Б
Як-52Б — легкий ударний літак, створений в ОКБ Яковлєв на базі навчально-тренувального літака Як-52. Досвід ведення військових дій в Афганістані вказував на необхідність використання в бойових операціях легких маневрених протипартизанських ударних літаків. Одним з проєктів створення такого літака став яковлівський Як-52Б (планувалося у разі серійного виробництва присвоїти йому позначення Як-54). За основу був узятий дешевий і надійний УТС Як-52. На літак встановили два пілони з підвішеними блоками УБ-32. У зв'язку з цим довелося посилити крила літака. Літак пройшов заводські випробування, але через те, що військові не виявили зацікавленості в літаку, подальші роботи були зупинені. Єдиний варіант літака був переданий до авіамузею в Моніно.

## Як-52 М
Літак Як-52 М є модернізацією літака Як-52 і відрізняється такими особливостями:
- Замінено понад 50 % бортового обладнання, що забезпечує польоти вдень у складних і вночі в простих метеоумовах.
- Установлено новий ліхтар для забезпечення безпечного покидання за допомогою системи порятунку.
- Установлена система порятунку СКС-94МЯ, яка забезпечує аварійне покидання літака членами екіпажу.
- У конструкції крила зроблені баки-кесони, що дало змогу збільшити дальність польоту до 900 км.
- Збільшена площа керма напряму.
- Установлена шторка сліпого польоту.
- Установлено трилопатевий повітряний гвинт MTV-9.
- Модернізовано крило для забезпечення безпечного звалювання на ніс.

Технічні характеристики:
- Злітна вага — 1423 кг.
- Потужність двигуна — 360 к. с.
- Максимальна швидкість 360 км/год.
- Швидкість звалювання — 130 км/год.
- Експлуатаційне перевантаження — +7/−5 g.
- Максимальний запас палива — 122 л.
- Максимальна дальність польоту — 900 км.
- Довжина розбігу/пробігу — 180/300 м.
- Ресурс — 3000 год.
- Календарний термін експлуатації — 30 років.

## УТЛ-450
Український учбово-тренувальний літак створений компанією Мотор Січ шляхом ремоторизації Як-52.

## Експлуатанти
- Росія — 339 шт., з них справних менше 100 (станом на жовтень 2015 р.). Планується їх заміна на Як-152 з 2017 р.[5]
- Україна
- Білорусь
- Таджикистан — деяка кількість Як-52, станом на 2016 рік[6]
- Вірменія — 10 Як-52, станом на 2016 рік[7]
- Угорщина — 8 Як-52, станом на 2016 рік[8]
- Литва
- США

### Пілотажні групи
- Румунія — 12 Як-52, станом на 2016 рік[9]
- В'єтнам — 30 Як-52, станом на 2016 рік[10]

## Бойове застосування
Під час російсько-української війни 27 квітня 2024 року Як-52 збив російський БпЛА Орлан-10 над територією Одеської області. У червні 2024 літак здійснював перехоплення російського безпілотника над Миколаївщиною. Літак був не озброєний, вогонь вів другий пілот зі стрілецького озброєння.

## Галерея

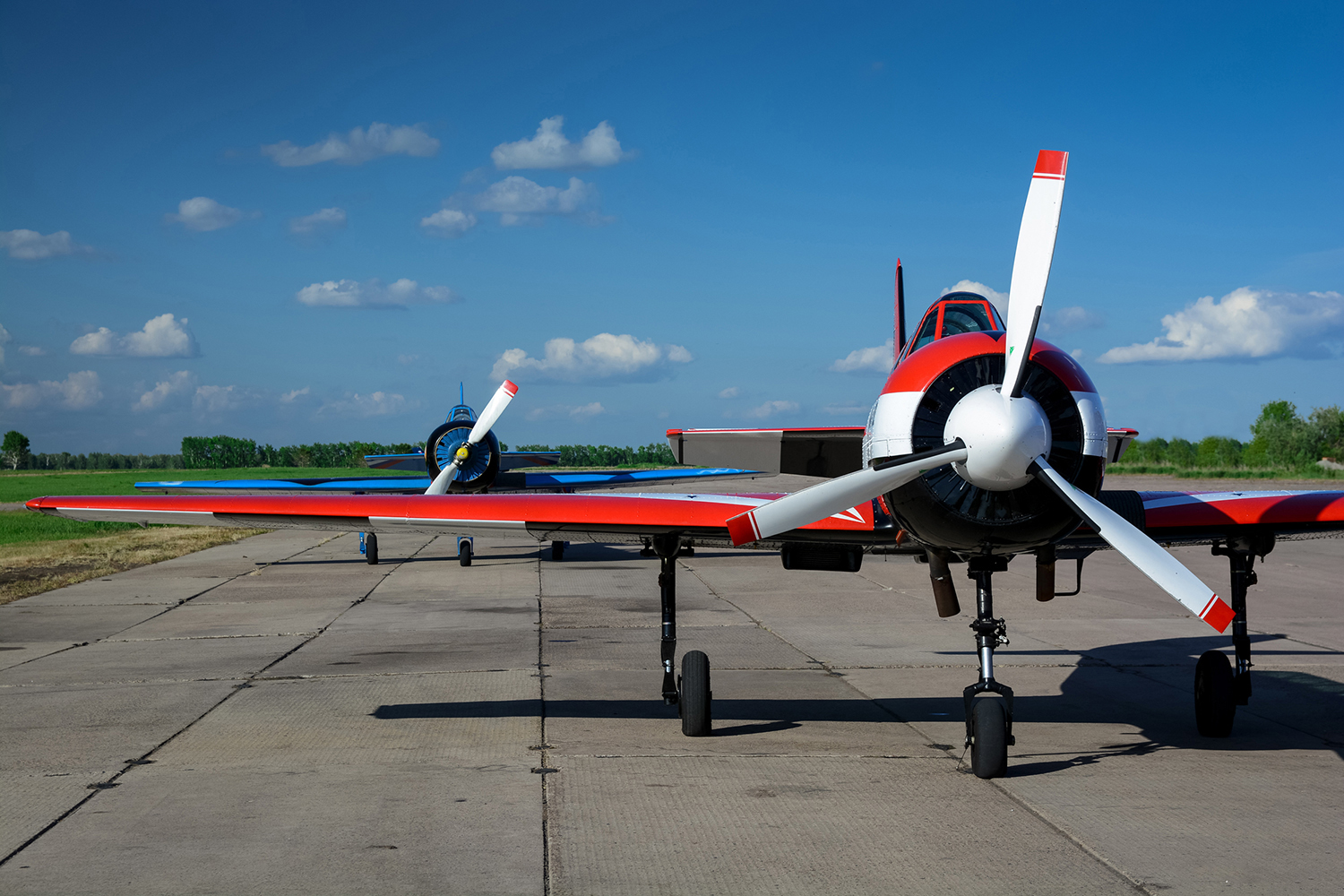
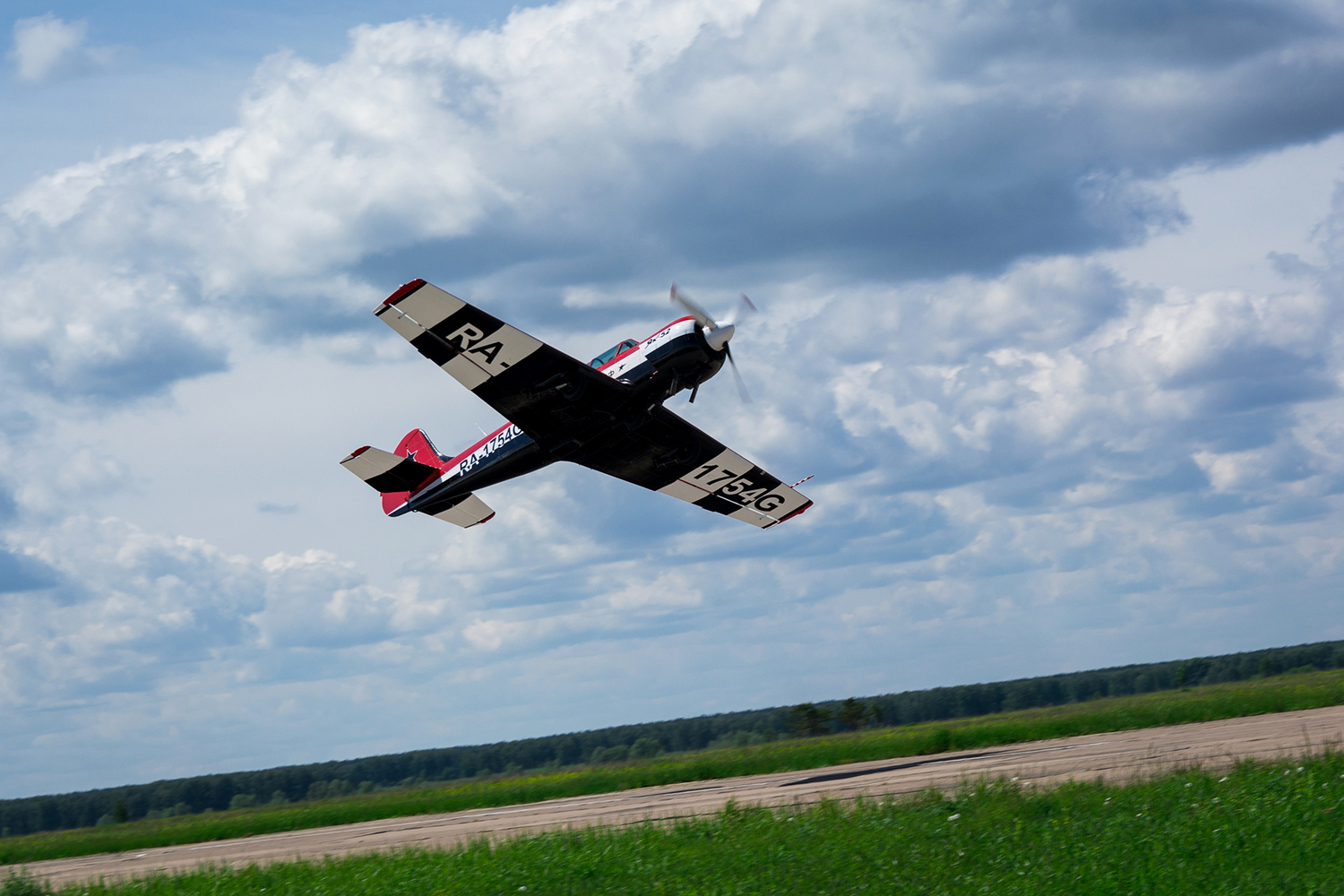
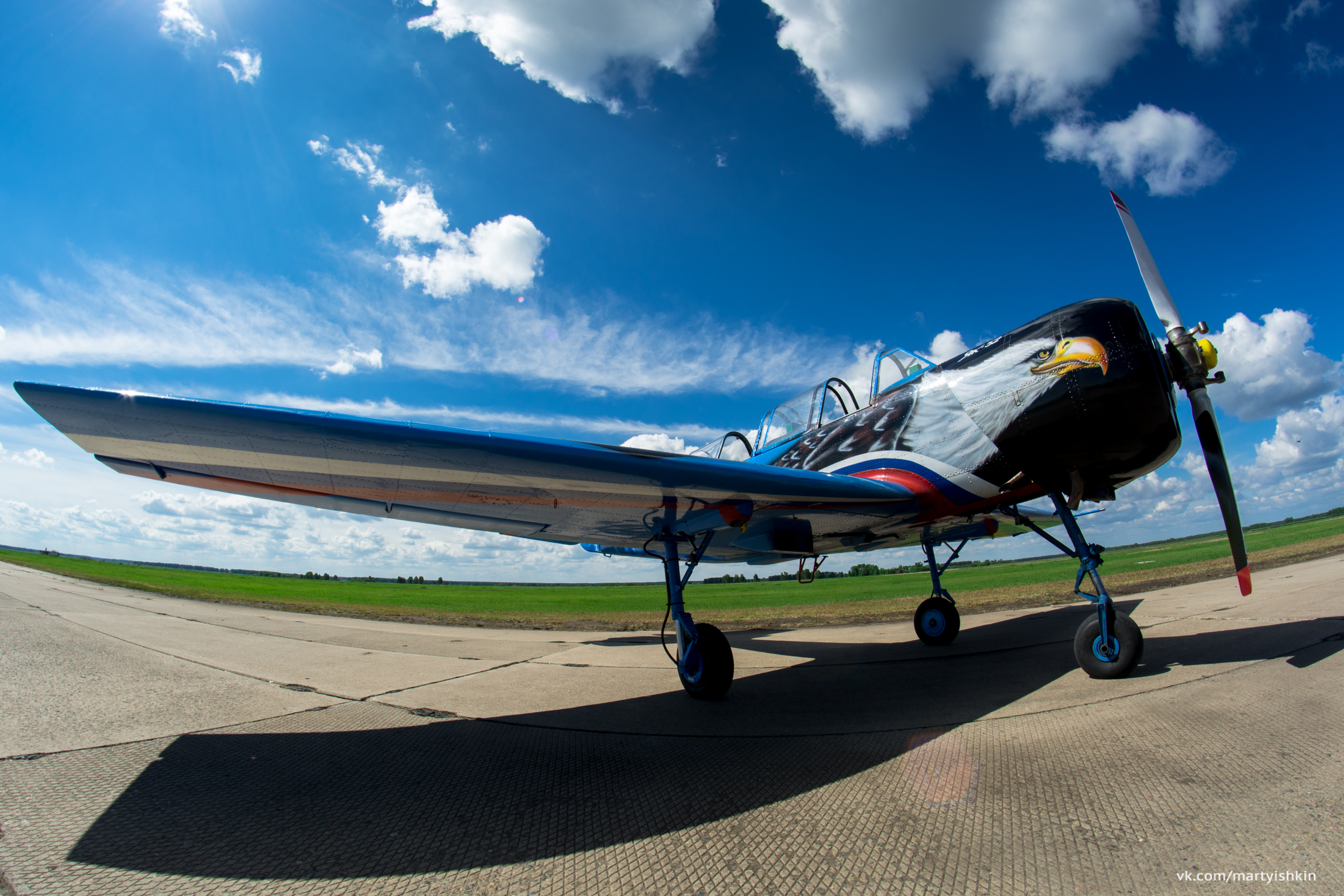
ЯК-52 (Пілотажна група «Открытое небо»)
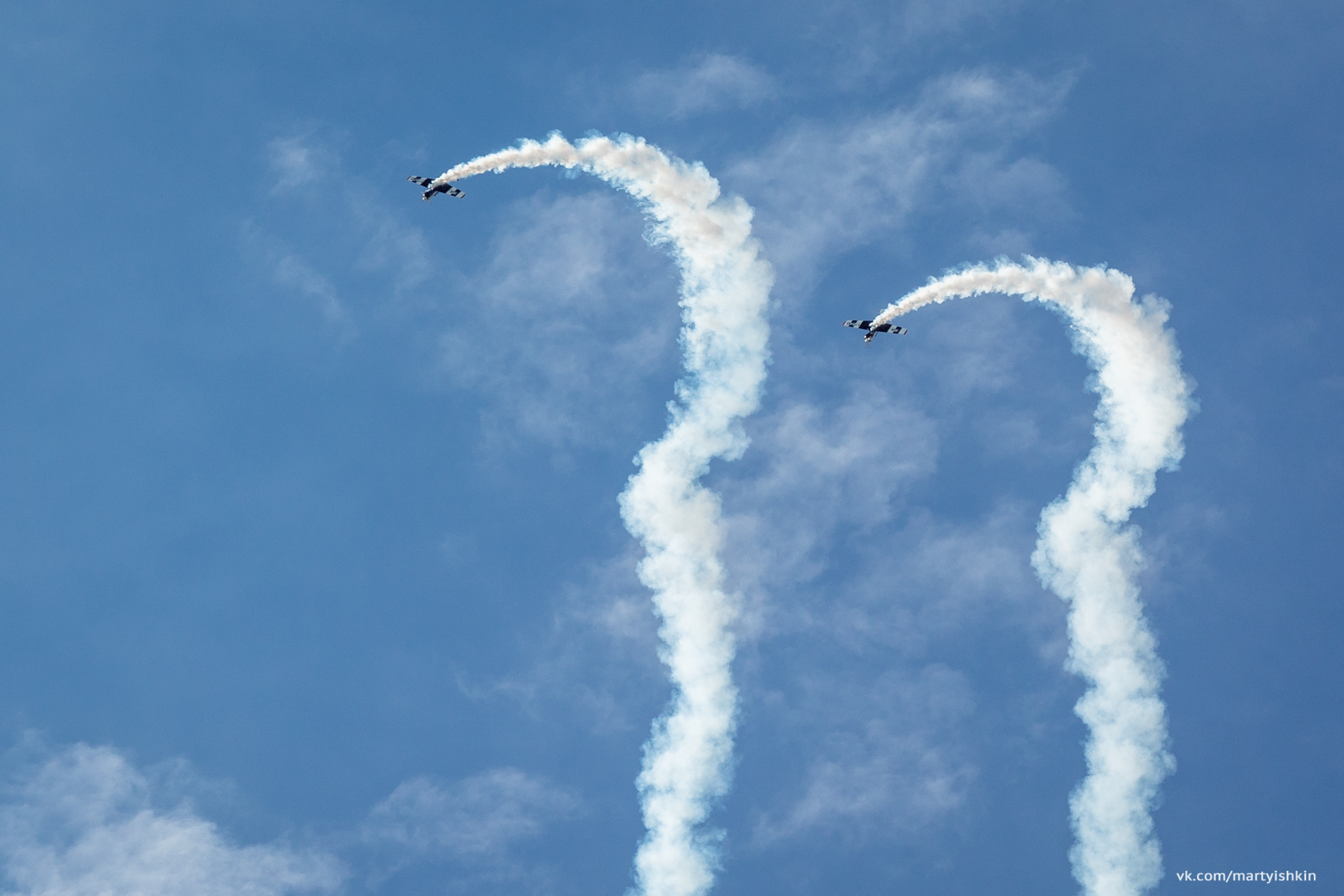
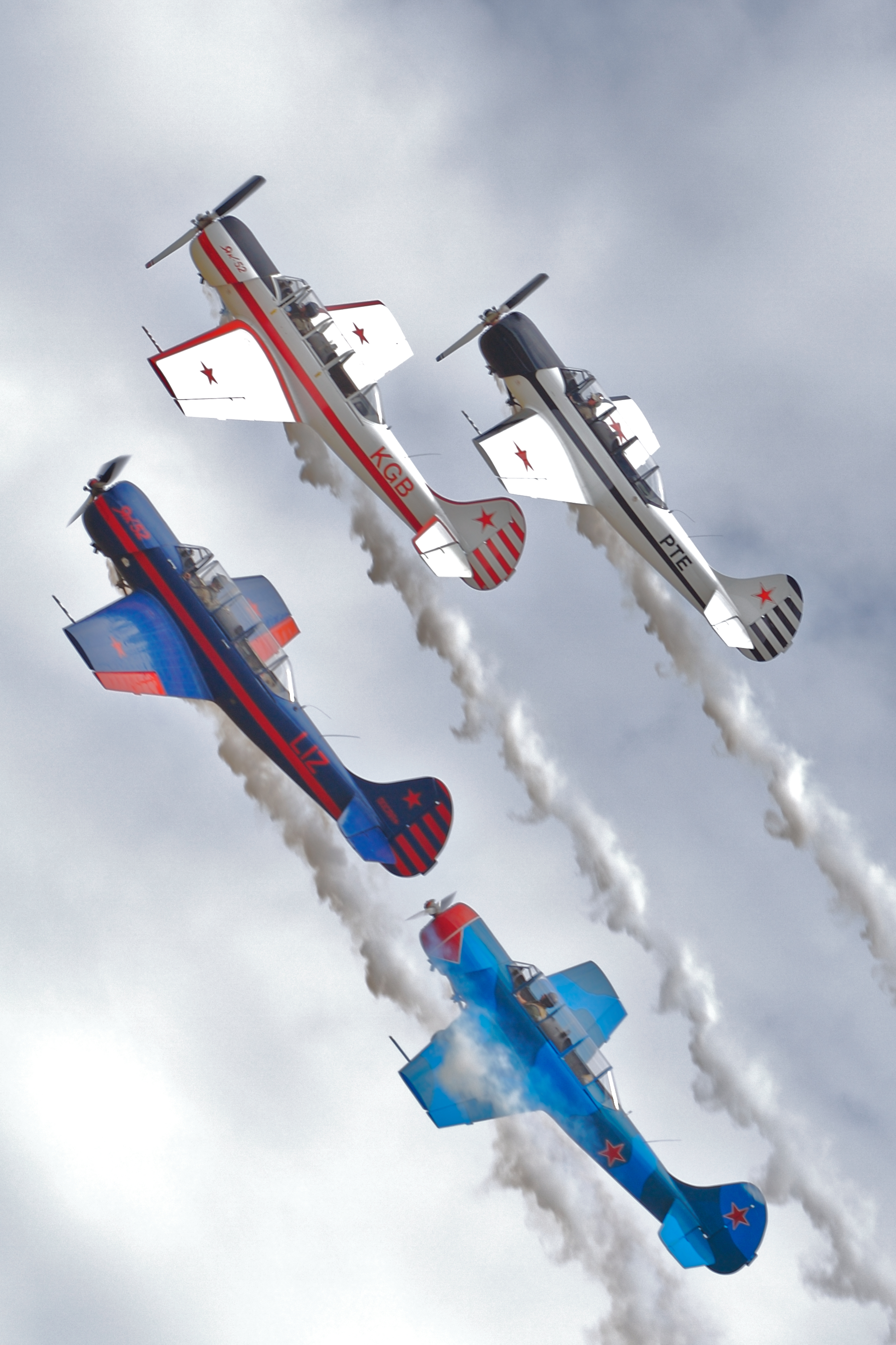
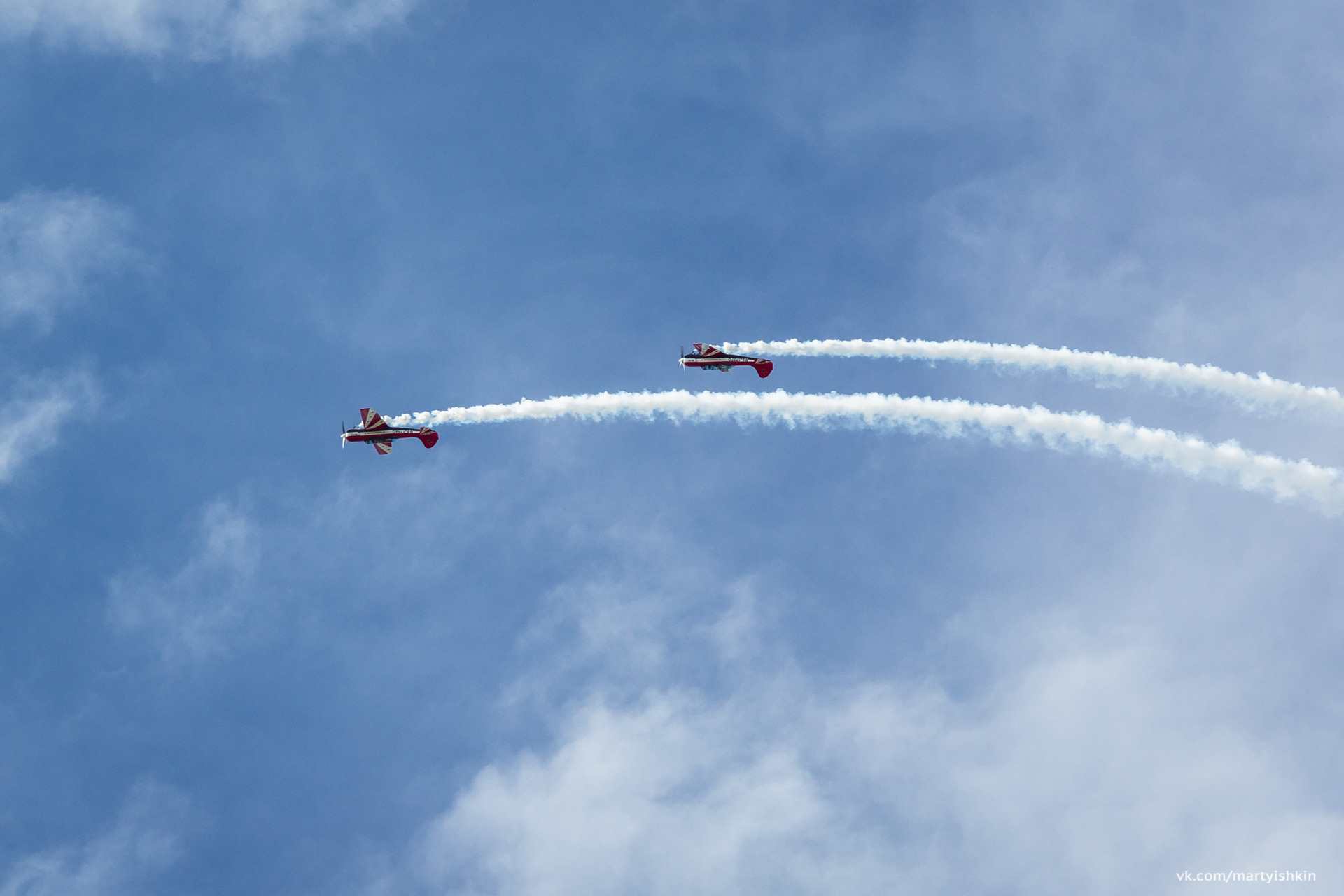
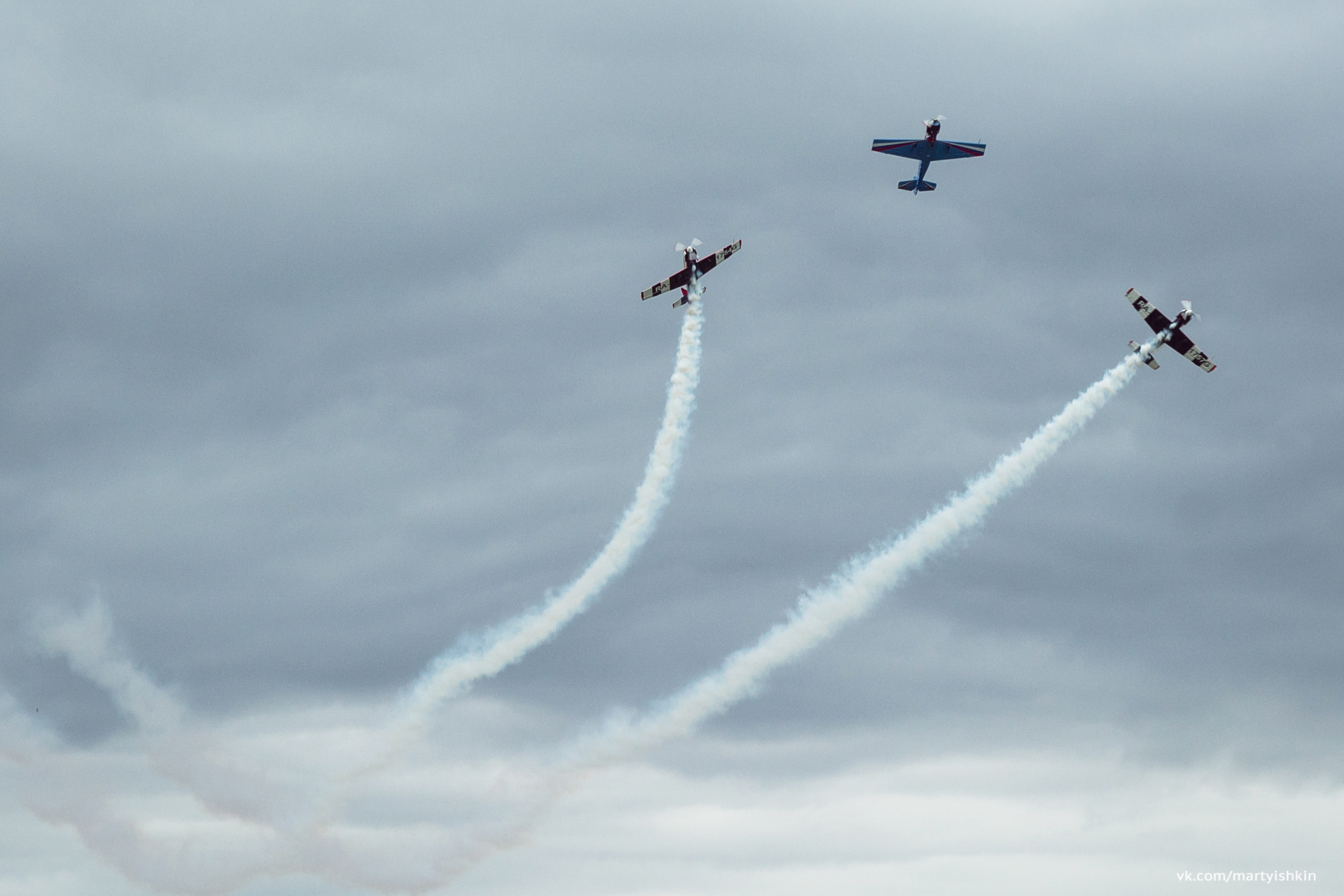
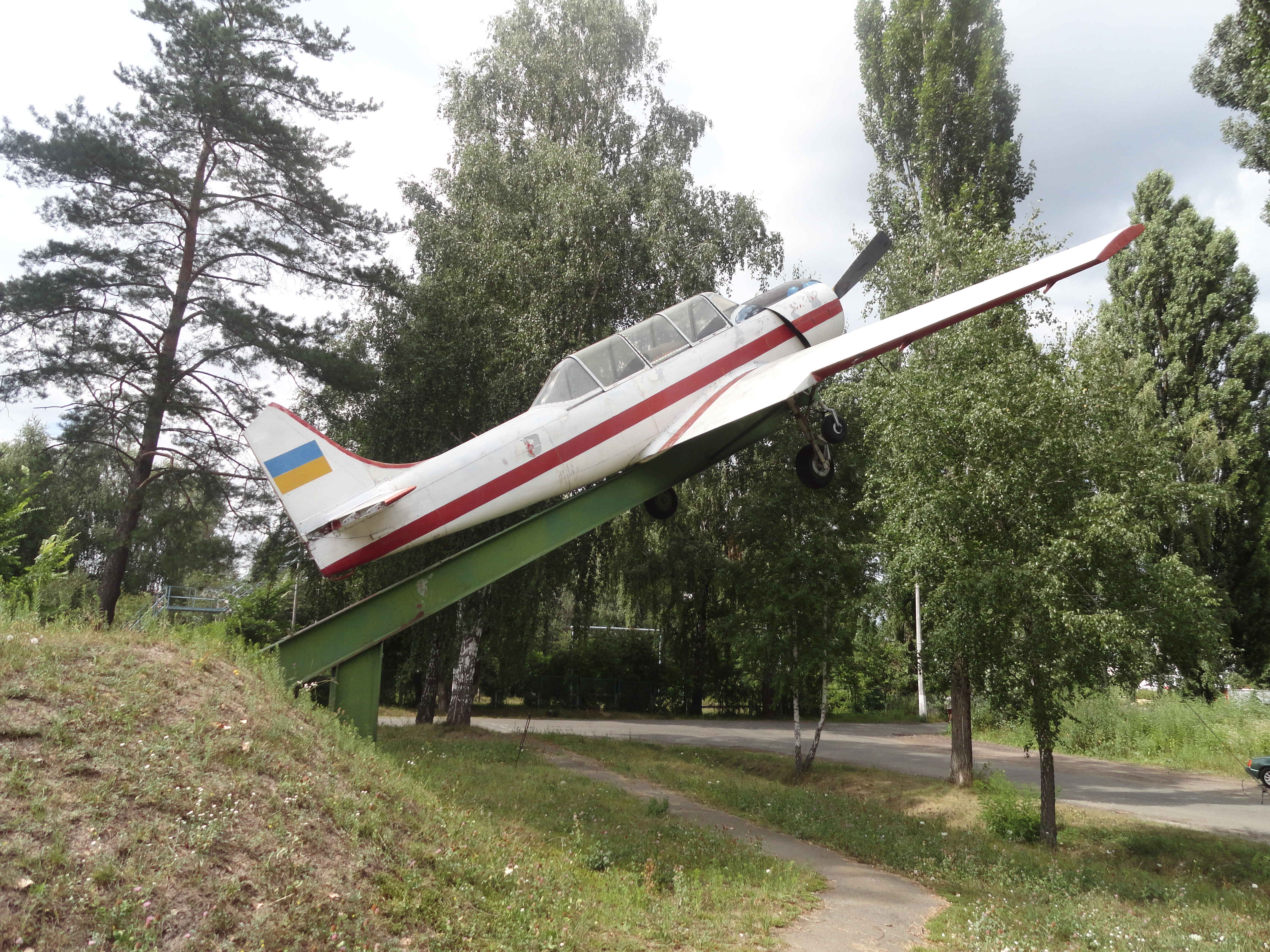
Аеродром «Чайка», Києво-Святошинський район